# Stazione di Santa Cristina
La stazione di Santa Cristina (in tedesco Bahnhof Sankt Christina in ladino stazion de Santa Cristina) era posta lungo la ferrovia della Val Gardena a servizio del Comune di Santa Cristina Val Gardena.

## Storia
La fermata venne attivata successivamente all'apertura della linea di competenza (avvenuta il 6 febbraio 1916, dopo cinque mesi di lavori): la costruzione venne infatti rallentata dai complessi lavori di scavo della vicina galleria, progettata per collegare Santa Cristina a Selva di Val Gardena. Per evitare che il ritardo facesse slittare l'apertura dell'intera tratta, i progettisti disegnarono dunque un insolito tracciato provvisorio nel cuore del centro abitato: i treni, una volta giunti presso la locale chiesa parrocchiale, dovevano fermarsi, invertire senso di marcia mediante "regresso" della locomotiva, per poi ripartire verso la fermata successiva.
Una volta completata la suddetta galleria tale prassi venne abbandonata e i treni poterono adottare un tragitto più lineare.
La gestione dell'infrastruttura era curata inizialmente dalle Ferrovie Regie Imperiali dell'impero austro-ungarico (KuK). Nel 1918, al termine della prima guerra mondiale, il territorio della provincia di Bolzano passò sotto la giurisdizione dell'Italia: il governatore militare Guglielmo Pecori Giraldi decretò pertanto che la gestione della linea della Val Gardena (e quella delle relative stazioni) venisse affidata alle Ferrovie dello Stato.
In tale frangente la linea (nata per scopi legati alla logistica militare dell'esercito asburgico) venne fatta oggetto di alcuni interventi atti ad adibirla al trasporto di persone e merci a scopi civili. Completati i lavori, la ferrovia della Val Gardena (e con essa la stazione di Santa Cristina) fu riattivata il 5 febbraio 1919.
La stazione seguì la sorte della linea di competenza: lasciata priva di adeguati interventi di miglioramento e potenziamento, la Chiusa-Plan cessò di esistere il 28 maggio 1960. Negli anni successivi tutte le infrastrutture (fermate e stazioni incluse), ormai cadute in disuso, furono demolite.

## Strutture e impianti
La stazione era dotata da un fabbricato viaggiatori costruito in legno: il sedime comprendeva sei binari, dei quali tre di transito e tre tronchi. A Santa Cristina potevano dunque essere ricoverati dei convogli e si potevano gestire gli incroci tra treni provenienti da direzioni opposte.
Nulla di tutto ciò è sopravvissuto alla dismissione della linea; a stretto giro il fabbricato venne infatti demolito, mentre l'ex sedime ferroviario venne adibito a strada carrabile e parcheggio per automobili.